# 차터 스쿨
차터 스쿨(Charter school)은 미국의 교육 시스템으로, 대안학교의 성격을 가진 공립 학교이다. 특정 과목을 중점적으로 교육하기도 하지만 메그넷 스쿨과는 성격상 구별이 되며 많은 학교들이 전인교육 (whole-human education)과 창의적(constructive) 교육방식을 추구한다. 행정상으로는 공립학교와 유사하게 운영되나 보다 사립학교의 특성을 띄고 있어 위원회, 저소득층 지원, 설립자 등의 대해 교육의 우선권을 부여하는 제도를 운영하는 학교도 있다. 주로 사립 교육과 공립 교육의 장단점을 접합한 교육의 형태로 많은 실험적 교육방침들이 운영되고 있으며 지역사회와 교육기관의 협조하에 다인종(multi-racial) 교육 또한 운영되고 있다.
차터 스쿨의 공교육적 성공여부는 아직 불분명하다.

## 같이 보기
- 엘리 브로드
- 가맹업